# Brill Tramway

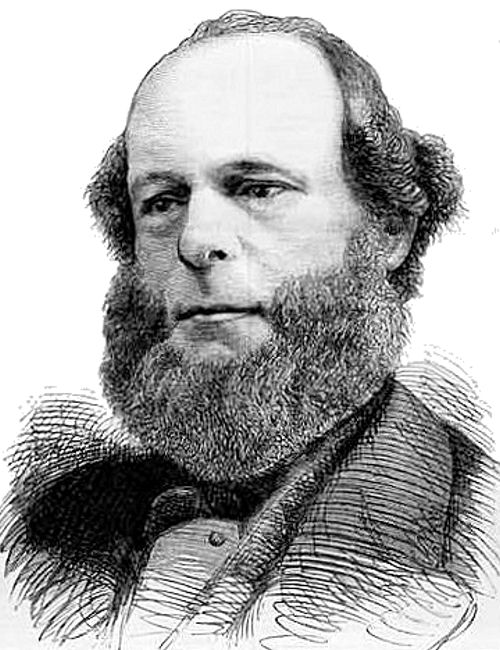
Richard, Marques de Chandos

O Brill Tramway, também conhecido como Quainton Tramway, Wotton Tramway, Oxford & Aylesbury Tramroad e Metropolitan Railway Brill Branch, tinha 10 quilômetros de linha férrea em Aylesbury Vale, Buckinghamshire. Foi construído em particular em 1871 pelo 3º Duque de Buckingham como uma linha de bonde para ajudar no transporte de mercadorias entre suas terras em torno de Wotton House e a rede ferroviária nacional. O lobby da vila vizinha de Brill levou à sua extensão para Brill e à conversão para uso de passageiros no início de 1872. Duas locomotivas foram compradas, mas os trens ainda viajavam a uma velocidade média de 6,4 quilômetros por hora.

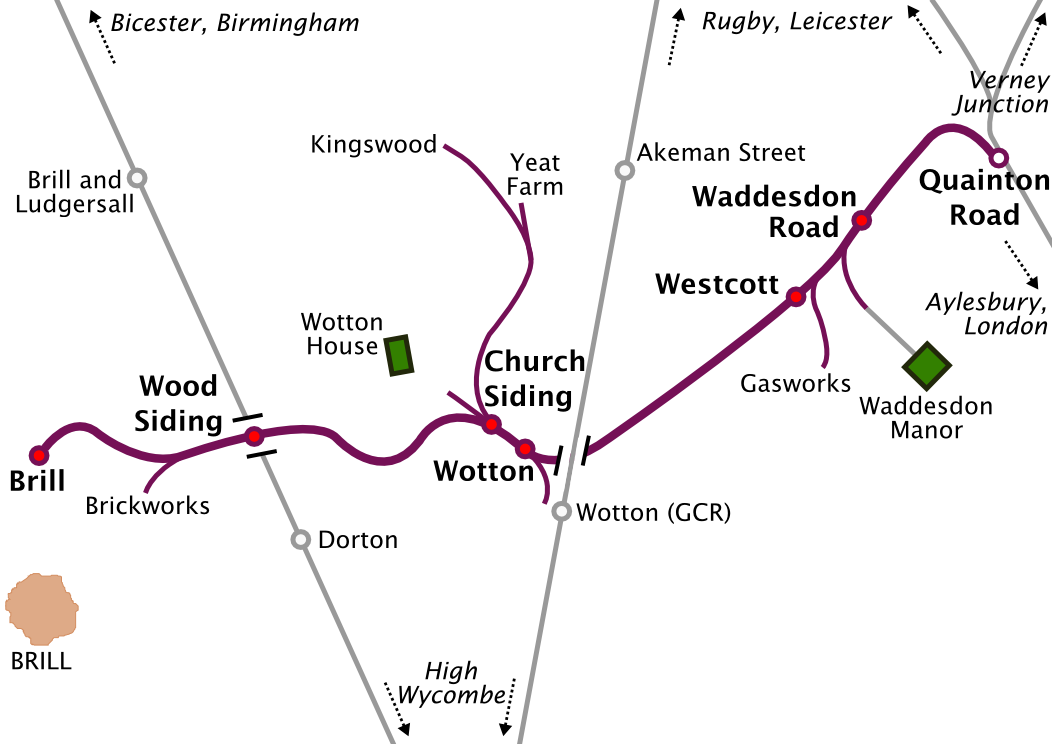
Toda a extensão do sistema Brill Tramway. Nem todas as linhas e estações mostradas neste diagrama estavam abertas ao mesmo tempo.

## Fechamento
Para cumprir suas obrigações, a London Transport inspecionou formalmente a linha em 23 de julho de 1935. A vistoria foi feita com muita rapidez, o trem especial levou apenas 15 minutos para percorrer toda a extensão da linha de Brill a Quainton Road. A inspeção confirmou que o processo de fechamento estava em andamento.
O último serviço de passageiros programado deixou Quainton Road na tarde de 30 de novembro de 1935. Centenas de pessoas se reuniram, e vários membros da Oxford University Railway Society viajaram de Oxford em um esforço para comprar a última passagem. Acompanhado por fogos de artifício e sinais de neblina, o trem percorreu toda a extensão da linha até Brill, onde os passageiros posaram para uma fotografia.
Mais tarde naquela noite, um trem de dois vagões saiu de Brill, acompanhado por uma banda tocando Auld Lang Syne e uma bandeira branca. O trem parou em cada estação ao longo do percurso, recolhendo funcionários, documentos e objetos de valor de cada uma. Às 11h45 À tarde, o trem chegou a Quainton Road, saudado por centenas de moradores e entusiastas ferroviários. Ao bater da meia-noite, os trilhos que ligavam o bonde à linha principal da Metropolitan Railway foram cortados cerimonialmente.
Após a retirada dos serviços de transporte de Londres, o contrato de arrendamento da Metropolitan Railway foi anulado e à meia-noite de 1º de dezembro de 1935 a ferrovia e as estações voltaram ao controle da Oxford & Aylesbury Tramroad Company. O Conselho da O&AT agora tinha apenas três membros: o 5º Earl Temple, o agente do conde, Robert White, e o ex-fabricante de carregadeiras de feno Brill, W. E. Fenemor.
Na época do fechamento, havia alguma especulação de que a O&AT continuaria a operar o bonde como uma ferrovia mineral, mas sem fundos e sem material rodante próprio, a O&AT não conseguiu operar a linha. Em 2 de abril de 1936, toda a infraestrutura das estações foi vendida aos poucos em leilão. Excluindo as casas em Westcott e Brill, que foram vendidas separadamente, o leilão arrecadou £ 72,7s (cerca de £ 5 230 em 2023) no total. A Ward Scrap Metal Company pagou £ 7 000 (cerca de £ 506 000 em 2023) pelos trilhos, com exceção daqueles em Quainton Road, que foram mantidos como desvio.
Com as estações em Wood Siding e Brill fechadas, e a estação ferroviária de Brill e Ludgershall da GWR inconvenientemente localizada, a GWR abriu uma nova estação na Chiltern Main Line perto de Brill em Dorton Halt em 21 de junho de 1937.
Em 5 de janeiro de 1937, o conselho da Oxford & Aylesbury Tramroad se reuniu pela última vez. Em 5 de fevereiro de 1937, uma petição de encerramento foi apresentada ao Supremo Tribunal e, em 24 de março de 1937, o Sr. W. E. Fisher foi nomeado liquidante. Em 11 de novembro de 1940, Fisher foi formalmente dispensado e o O&AT deixou oficialmente de existir. 